# Straßenzwang
Der Straßenzwang entstammt dem Handelsrecht des Mittelalters. Er besagt, dass bestimmte Handelswaren von den Kaufleuten nur auf bestimmten Straßen transportiert werden durften. Die Städte, welche an diesen Straßen lagen, konnten dann ihr Stapelrecht ausüben. Die Kaufleute profitierten vom besonderen Schutz, unter dem diese Straßen im Allgemeinen standen. Ein Beispiel ist die Via Regia, an der die Messestädte Leipzig und Frankfurt vom Straßenzwang profitierten.

## Geschichte
Zur Sicherung des Straßenzwangs wurden verschiedene Maßnahmen gesetzt:
- Meilensteine und Wegweisersäulen kennzeichneten die vorgeschriebenen Straßen, Fahrverbotssäulen sollten die Fuhrleute von den sogenannten „verbotenen Wegen“ (Schliefwegen) abseits der erlaubten Straßen abhalten.

- Burgherren wie die von Karlsfried legten Gräben und Wälle an, um die durch Vermeidung der Straße entstandenen Hohlwege unpassierbar zu machen und somit ihre Einnahmen für Wegzoll und Straßenerhalt zu sichern.[2]

- Berittene Streifen (Überreiter, Überreuter, Überreuther) kontrollierten die „verbotenen Wege“, die von sogenannten Schwärzerbanden oder Paschern zur Vermeidung der Mautgebühren unerlaubterweise genutzt wurden. Im Falle der Salzwege (Goldener Steig, Linzer Steig) wurden diese Überreiter, die jeweils von mehreren Fußknechten unterstützt wurden, Salzreiter genannt. Die zwölf Salzreiter, die beispielsweise im Jahre 1658 für die rund 100 Kilometer lange Grenze von Oberösterreich zum Kronland Böhmen gegen die manchmal auch bewaffneten Händler eingesetzt wurden, waren aber weitaus zu wenige, um die Schmuggler nachhaltig von ihrer illegalen Tätigkeit abzuhalten.[3]